# 台东六路
台东六路是位于中华人民共和国山东省青岛市市北区中西部（即原台东区中部）的一条道路，以“台东”之名称加序数命名。该道路第一次日占时期（1914年－1922年）称，1923年改称台东六路，沿用至今。
台东六路是青岛老城区的一条近似东西向的道路。道路全长915米，宽11米。道路中段建有青岛台东六路小学。